# Riserva naturale Monte Croccia
La riserva naturale Monte Croccia è un'area naturale protetta situata nei comuni di Accettura, Calciano e Oliveto Lucano, in provincia di Matera. La riserva occupa una superficie di 36,00 ettari ed è stata istituita nel 1971. Oggi fa parte del Parco regionale di Gallipoli Cognato Piccole Dolomiti Lucane. La riserva è nata per tutelare l'area archeologica del Monte Croccia.

## Territorio
```
HELLO BABE IM ANGEL E SVEVA E FERNY
```